# شکیل‌آباد
شکیل‌آباد یا معلم بازار، روستایی در دهستان پلان بخش پلان شهرستان چابهار در استان سیستان و بلوچستان ایران است.

## جمعیت
بر پایه سرشماری عمومی نفوس و مسکن در سال ۱۳۹۵، جمعیت این روستا برابر با ۲۱۳ نفر (۴۵ خانوار) بوده‌است.